# Franca Nuti
Franca Nuti (Torino, 15 gennaio 1929 – Milano, 12 maggio 2024) è stata un'attrice e insegnante italiana, attiva prevalentemente in teatro, con oltre duecento commedie interpretate.

## Biografia

### Carriera di attrice
Diplomata nel 1954 all'Accademia dei Filodrammatici di Milano, alternò l'attività di recitazione a quella di insegnante. Dopo aver debuttato con la compagnia Memo Benassi-Lilla Brignone-Gianni Santuccio ne L'Allodola di Jean Anouilh, recitò poi con Anna Proclemer e Giorgio Albertazzi ne I sequestrati di Altona, di Jean Paul Sartre (da cui Vittorio De Sica trasse nel 1962 l'omonimo film).
Recitò per diversi teatri stabili, come il Genova, il Torino e il Trieste. Fra i registi che la diressero vi furono Franco Zeffirelli, Sandro Bolchi, Aldo Trionfo e Tino Buazzelli. Per la televisione interpretò nel 1970, a fianco di Ivo Garrani e Antonio Pierfederici, Temporale di Strindberg, e fece parte nel 1975 del cast dello sceneggiato televisivo Marco Visconti, diretto da Anton Giulio Majano, insieme a Raf Vallone e Gabriele Lavia. 
In carriera ricevette diversi riconoscimenti fra cui il Premio San Genesio nel 1966, il premio Ubu nel 1986 e nel 1988, il Premio Flaiano per il teatro nel 1990 come migliore interprete e nel 2008 alla carriera, il premio intitolato a Renato Simoni "Una vita per il teatro", conferitole alla carriera.
Fra gli altri riconoscimenti vi furono anche il premio "Eleonora Duse" nel 1992, il premio "Salvo Randone" nel 1995, e il premio "Ermete Novelli" nel 2004.

### Attività didattica
Insegnò in particolare negli anni '80 all'Accademia Nazionale d'Arte Drammatica intitolata a "Silvio D'Amico" e alla Scuola civica Paolo Grassi, a Milano. Negli anni '90 fu docente alla scuola teatrale di Luca Ronconi, nella sua città natale. Dal 1997 svolse attività didattica anche alla Scuola del Piccolo Teatro fondata da Giorgio Strehler. La collaborazione con il regista Ronconi, con cui mise in scena diverse opere teatrali, si concretizzò anche nella collaborazione, sempre negli anni novanta, di un suo progetto radiofonico.

### Decesso
Franca Nuti morì a Milano il 12 maggio 2024 all'età di 95 anni.

## Vita privata
Si sposò con l'attore Giancarlo Dettori con il quale ebbe due figli.

## Teatro
In repertorio ha avuto fra gli altri titoli:
- John Gabriel Borkmann di Henrik Ibsen
- Ignorabimus di Arno Holz
- I dialoghi delle carmelitane da Georges Bernanos
- Le tre sorelle di Anton Čechov
- Donna di dolori di Patrizia Valduga

## Filmografia

### Cinema
- Tiro al piccione, regia di Giuliano Montaldo (1961)
- E cominciò il viaggio nella vertigine, regia di Toni De Gregorio (1974)

### Televisione
- L'idiota – miniserie TV, 2 episodi (1959)
- L'avventura di Maria, di Italo Svevo, regia di Dante Guardamagna, trasmesso dal Secondo programma (27 maggio 1970)
- Le cinque giornate di Milano – miniserie TV, 5 episodi (1970)
- Marco Visconti – miniserie TV, 6 episodi (1975)
- Extra – miniserie TV, 2 episodi (1976)
- Il figlio perduto – miniserie TV (1983)

## Prosa radiofonica Rai
- Vincenz e l'amica degli uomini importanti, commedia di Robert Musil, regia di Flaminio Bollini, trasmessa il 1 marzo 1961
- Il misantropo, di Molière, con Aroldo Tieri, Franca Nuti, Nino Dal Fabbro, Mario Scaccia, Ileana Ghione, Elena Da Venezia, Gianni Bonagura, Franco Giacobini, regia di Flaminio Bollini, trasmessa il 1º giugno 1961.
- La casa di Bernarda Alba, di Federico García Lorca, regia di Giancarlo Cobelli, 8 maggio 1998.

## Riconoscimenti
- Premio Flaiano Teatro[3]
  - 1990 – Migliore interpretazione
  - 2008 – Alla carriera

- Premio Ubu
  - 1985/1986 – Migliore attrice per Ignorabimus
  - 1986/1987 – Migliore attrice per I dialoghi delle Carmelitane
  - 1998/1999 – Migliore attrice per Alla meta di Thomas Bernhard